# Distretto di Southland
Il distretto di Southland  è un'autorità territoriale della Nuova Zelanda che si trova entro i confini della regione di Canterbury, nell'Isola del Sud. La sede del Consiglio distrettuale si trova nella città di Invercargill, benché non faccia parte del Distretto ma sia essa stessa un'autorità territoriale.
Il Distretto di Southland copre la quasi totalità del territorio della regione di Southland, a parte il Distretto di Gore e la città di Invercargill. I centri maggiori all'interno dei confini del Distretto sono Winton, Lumsden e Te Anau. Al Distretto appartengono anche le isole Solander, Ruapuke e Stewart.
Due dei maggiori parchi nazionali della Nuova Zelanda si trovano nel Distretto di Southland: il Fiordland National Park (il più esteso parco neozelandese, con oltre 12.000 chilometri quadrati, un patrimonio dell'umanità dell'UNESCO insieme ad altri 3 parchi nazionali, raggruppati sotto l'unica denominazione di Te Wahipounamu) e il parco nazionale Rakiura (che si estende su gran parte dell'Isola di Stewart).